# Jørgen Vestergaard
Jørgen Vestergaard (født 10. april 1939, Thisted, Danmark) er en dansk filminstruktør, producer, filmfotograf og manuskriptforfatter, som har instrueret Snøvsen og Snøvsen ta'r springet. Vestergaard har desuden produceret og instrueret en lang række dokumentarfilm og animations-dukkefilm.

## Karriere
Han kom i lære som journalist på Thisted Amts Avis og blev 1959 ansat som filmmedarbejder på Dagbladet Information.
På Krogerup Højskole var han med i filmkredsen og 1960 blev han Henning Carlsens instruktørassistent. Han blev senere tilknyttet Laterna Film og Teknisk Film Co. som freelance instruktør. "Koen og kamelen" fra 1963 blev hans debutfilm som instruktør.
Efter han 1965 i et mindre cirkustelt på Bakken instruerer "Kaptajn Voms Teater" fik han en henvendelse fra Danmarks Radios Teaterafdeling. De ville gerne producere dukkefilm for voksne, men manglede en instruktør. Det førte til at han instruerede TV-produktionerne "Lille Claus og Store Claus", "Don Christobal og Rosita" og "Skt. Annaland". For Statens Filmcentral fik han etableret et samarbejde om at være instruktør og manuskriptforfatter af dokumentar- og kortfilm. Han stifter 1969 sit eget produktionsselskab, som laver flere animations-dukkefilm for DR. Først fra et studie på Frederiksberg og sidenhen fra Jelling.
Han vender 1979 tilbage til Thy, hvor han indretter et studie i Sennels. Han skildrer med sine film "Danmark - dit og mit" (1981), "Et rigtigt bondeliv" (1994), "Fjordfiskerne" (1996) og "Brødre" (1996) hvordan vilkårene ændrer sig for landbefolkningen, der er beskæftiget i landbruget og fiskeriet. Filmene "Landsbyen lever" (1990) og "Et liv på landet" (2000) beskæftiger sig med vilkårene i landsbyerne.
En anden genre, som optager Vestergaard er portrætfilm. I "Cementkrucifikset" (1968) har han sammen med Broby-Johansen lavet en portrætfilm om den kontroversielle præst og billedhugger Anton Laier. Senere producerer han filmene "Sigurd Fafnersbane" (1981) sammen med digteren Steen Kaalø, Morten Maler (1989) sammen med forfatteren Knud Sørensen om middelalderens kirkemalere, Jens Søndergaard - portræt af en maler (1995) og Ovartaci - kunstner på psykiatrisk hospital (1999).
Hans største gennembrud blev dog animations-dukkefilmene "Snøvsen" (1992) og "Snøvsen ta'r Springet" (1994), som begge er skrevet sammen med Benny Andersen.

## Filmografi
| År   | Titel                                       | Noter          |
| ---- | ------------------------------------------- | -------------- |
| 2015 | Højt skum - en film om Storm P.             | Dokumentarfilm |
| 2012 | Spillemanden - en film om Karl Skaarup      | Dokumentarfilm |
| 2008 | Kirsten Kjær og hendes museum               | Dokumentarfilm |
| 2007 | Hanstholm - historien om en havn            | Dokumentarfilm |
| 2006 | Børge Ring - filmanimator og jazzmusiker    | Dokumentarfilm |
| 2005 | Kanonen                                     | Dokumentarfilm |
| 2005 | Viljen til Thy                              | Dokumentarfilm |
| 2003 | Vindkraft - en dansk historie               | Dokumentarfilm |
| 1998 | Ovartaci - Kunstner på psykiatrisk hospital | Dokumentarfilm |
| 1998 | Stationsbyfotografen                        | Dokumentarfilm |
| 2000 | Et liv på landet                            | Dokumentarfilm |
| 2000 | H.C. Andersen på film                       | Animation      |
| 2000 | Storm P. opfindelser                        | Dukkefilm      |
| 1995 | Jens Søndergaard - portræt af en maler      | Dokumentarfilm |
| 1996 | Brødre                                      | Dokumentarfilm |
| 1996 | Fjordfiskerne                               | Dokumentarfilm |
| 1992 | Snøvsen                                     | Spillefilm     |
| 1994 | Et rigtigt bondeliv                         | Dokumentarfilm |
| 1994 | Snøvsen ta'r springet                       | Spillefilm     |
| 1990 | Landsbyen lever                             | Dokumentarfilm |
| 1989 | Morten maler                                | Dukkefilm      |
| 1988 | I morgen er det slut                        | Dokumentarfilm |
| 1988 | Oprøret på Mors                             | Dokumentarfilm |
| 1985 | Miseri Mø                                   | Dukkefilm      |
| 1984 | I vækstens vold                             | Dokumentarfilm |
| 1983 | Tommelise                                   | Dukkefilm      |
| 1981 | Danmark - Dit og mit                        | Dokumentarfilm |
| 1981 | Sigurd Fafnersbane                          | Kortfilm       |
| 1980 | Giv mig een god grund til at være ædru      | Kort fiktion   |
| 1979 | Æ Tinuser                                   | Dokumentarfilm |
| 1978 | Til døden skiller jer ad                    |                |
| 1977 | Historien om en morder                      | Dukkefilm      |
| 1976 | Kræft og miljø                              |                |
| 1976 | Kræftens biologi                            |                |
| 1976 | Kræftpatient                                |                |
| 1975 | Den store dag                               |                |
| 1975 | Skyggen                                     | Spillefilm     |
| 1974 | Evald og Ingeborg og alle de andre          |                |
| 1973 | Dansk fisk                                  |                |
| 1972 | Rejsekammeraten                             | Dukkefilm      |
| 1971 | Den lille hvide ged                         | Kortfilm       |
| 1971 | Hjertet der sladrede                        | Kortfilm       |
| 1971 | Skyldig - ikke skyldig                      |                |
| 1970 | Dengang jeg drog afsted                     | Dokumentarfilm |
| 1970 | Snedronningen                               | Animation      |
| 1970 | Dansk i Sydslesvig                          | Dokumentarfilm |
| 1970 | Havet omkring Danmark                       | Dokumentarfilm |
| 1969 | Nattergalen                                 | Dukkefilm      |
| 1968 | Broen til Biafra                            | Dokumentarfilm |
| 1968 | Cementkrucifikset                           | Dokumentarfilm |
| 1968 | Familien i fin form                         | Dokumentarfilm |
| 1968 | Lille Claus og Store Claus                  | Tv-film        |
| 1967 | Havnen                                      | Dokumentarfilm |
| 1967 | Cellens fysiologi                           | Dokumentarfilm |
| 1967 | Skt. Annaland                               | Tv-film        |
| 1967 | Don Christobal og Rosita                    | Tv-film        |
| 1966 | Pandekager hver torsdag                     | Dokumentarfilm |
| 1965 | Kaptajn Voms teater                         | Dokumentarfilm |
| 1965 | Vagt ved havet                              | Dokumentarfilm |
| 1965 | Stofskifteforsøg                            | Dokumentarfilm |
| 1964 | Sommerheste                                 |                |
| 1963 | Koen og kamelen                             | Dokumentarfilm |

## Prisbelønninger
- 1993 Pråsprisen[1]